# Santa Anita, Ixhuatán
Santa Anita är en ort i Mexiko.   Den ligger i kommunen Ixhuatán och delstaten Chiapas, i den sydöstra delen av landet, 700 km öster om huvudstaden Mexico City. Santa Anita ligger 1 148 meter över havet och antalet invånare är 534.
Terrängen runt Santa Anita är bergig åt nordost, men åt sydväst är den kuperad. Runt Santa Anita är det ganska tätbefolkat, med 72 invånare per kvadratkilometer. Närmaste större samhälle är Ixhuatán, 3,3 km väster om Santa Anita. I omgivningarna runt Santa Anita växer i huvudsak städsegrön lövskog.